# 单花栒子
单花栒子（学名：Cotoneaster uniflorus）为蔷薇科栒子属的植物。分布于俄罗斯、蒙古以及中国大陆的新疆、青海等地，生长于海拔2,050米的地区，多生长在林下，目前已由人工引种栽培。